# Czapla srokata
Czapla srokata (Egretta picata) – gatunek ptaka z rodziny czaplowatych (Ardeidae). Występuje w przybrzeżnych rejonach monsunowej północnej Australii, a także na Nowej Gwinei i w środkowej Indonezji. Nie jest zagrożony.

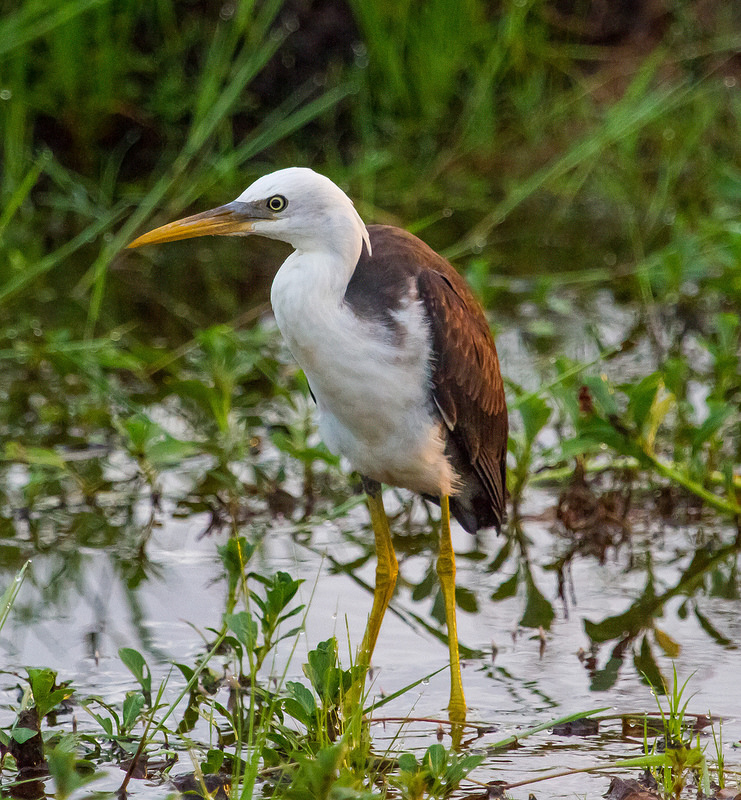
Osobnik młodociany

SystematykaGatunek ten opisał w 1845 roku John Gould, nadając mu nazwę Ardea (Herodias) picata. Jako miejsce typowe autor wskazał Port Essington w północnej Australii. Obecnie gatunek umieszczany jest w rodzaju Egretta. Nie wyróżnia się podgatunków.
MorfologiaCzapla niewielkich rozmiarów, białe gardło i szyja kontrastują z ciemnym upierzeniem skrzydeł i tułowia. Żółte nogi. U osobników młodocianych cała głowa jest biało upierzona.
Długość ciała: 43–55 cm; masa ciała 210–372 g.
Zasięg występowaniaPółnocna Australia, południowy Celebes; poza sezonem lęgowym także Nowa Gwinea, Moluki, Tanimbar i Timor.
EkologiaZamieszkuje mokradła i łąki. Zjada ryby, żaby, kraby, owady i różne drobne zwierzęta wodne. Gniazduje w koloniach, często w towarzystwie innych czapli, na namorzynach lub innych drzewach.
StatusW Czerwonej księdze gatunków zagrożonych IUCN czapla srokata jest klasyfikowana jako gatunek najmniejszej troski (LC – Least Concern). Ze względu na brak dowodów na spadki liczebności bądź istotne zagrożenia dla gatunku, BirdLife International uznaje trend liczebności populacji za stabilny.